# Las Mesas (Cuenca)
Las Mesas es un municipio español de la provincia de Cuenca, en la comunidad autónoma de Castilla-La Mancha. Tiene 87,21 km² con una población de 2271 habitantes (INE 2024).

## Toponimia
El nombre originario fue Las Mesas Rubias, debido al color de los cereales que se sembraban por aquel entonces.

## Historia
Esta villa pertenecía al Marquesado de Villena. Las primeras notas sobre sus orígenes se encuentran hacia el siglo XIII. En un documento mandado elaborar por Felipe II “Relaciones topográficas de los pueblos de España” (1578), se cuenta que los vecinos de Las Mesas alaban un bosque encinar comunal que les proporcionaba una parte notable de su dieta, sobre todo en los años malos para el cereal.

## Demografía
Las Mesas cuenta con una población de 2271 habitantes (INE 2024).

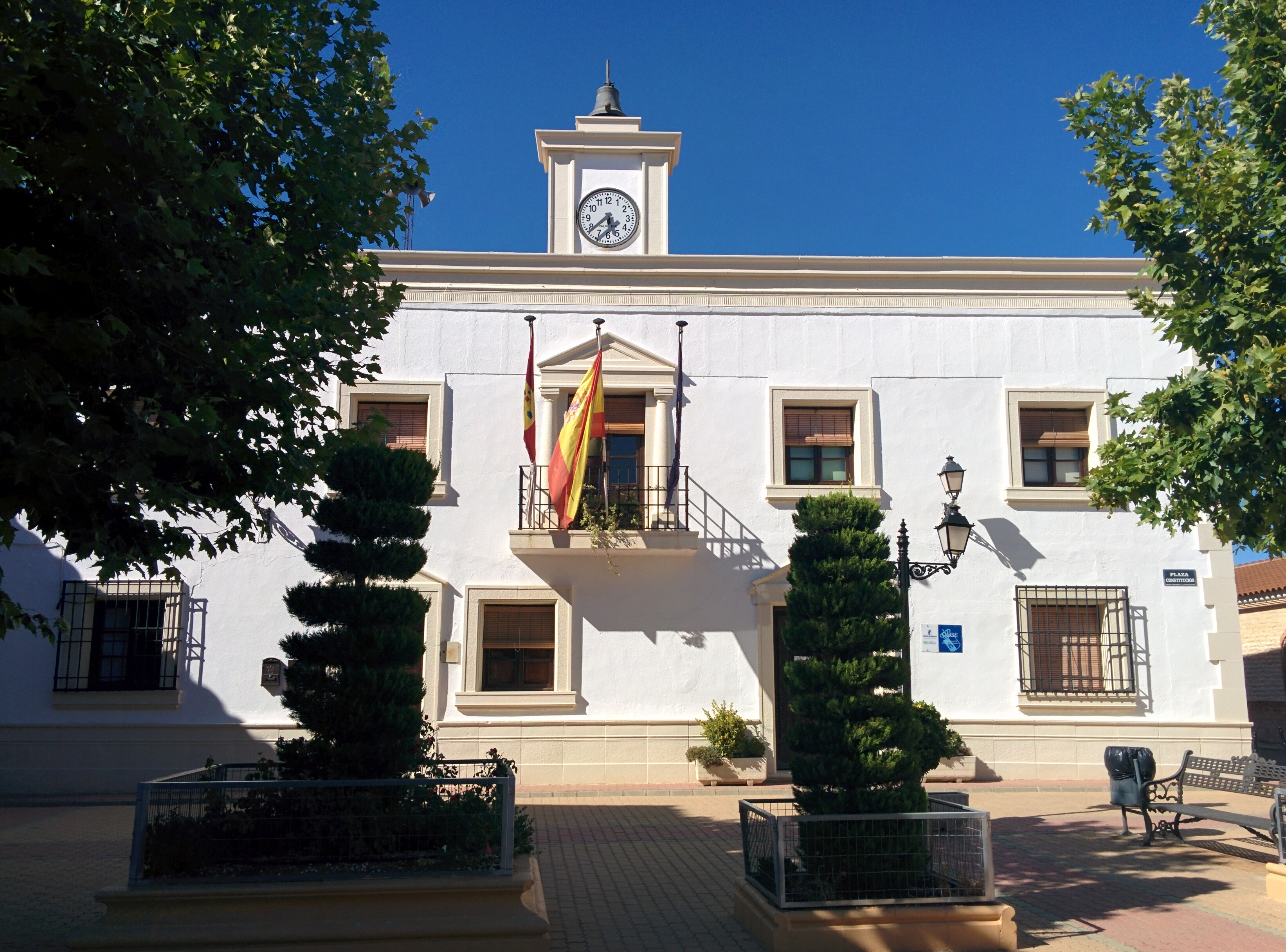
Casa consistorial

| Gráfica de evolución demográfica de Las Mesas entre 1842 y 2021                                                     |
| |
| Población de derecho según los censos de población del INE Población de hecho según los censos de población del INE |

| 2505          | 2579 | 2455 | 2498 | 2467 | 2535 | 2388 | 2331 | 2271 |
| (Fuente: INE) |      |      |      |      |      |      |      |      |

## Economía
Municipio dedicado principalmente a la agricultura. La vid es su mayor recurso económico. Los domingos se acoge un mercadillo que es conocido y visitado por toda la comarca.
El Producto Interior Bruto (PIB) de Las Mesas, Cuenca, no es un dato público fácilmente disponible.

## Patrimonio
- Iglesia de Nuestra Señora de la Asunción.
- Ermita del Santo Niño de la Bola.
- Ermita de San Isidro.
- Ermita de San Cristóbal.
- Molino (situado en la zona del Toledillo).

## Fiestas y tradiciones
Como todo pueblo manchego tiene sus propias tradiciones como es la celebración del escote las noches del 1 de noviembre y del 24 de diciembre. Tampoco hay que olvidar las hogueras que se encienden el 14 de enero en honor del patrón.
Los meseños veneran como patrón al Santo Niño de la Bola. Celebran las fiestas en su honor el tercer viernes de agosto.